# Ороско, Ана Мария
Ана Мария Ороско Аристизабаль (исп. Ana María Orozco Aristizábal; род. 4 июля 1973 года) ― колумбийская актриса кино, театра и телевидения, известная по роли Бетти в сериале «Я — Бетти, дурнушка». В 2001 году Ороско стала лауреатом премии Международная личность года на нью-йоркской церемонии Latin ACE Awards, а в 2002 году получила награду Актриса года (Actriz del año) на премии INTE.

## Юность
Родилась в Боготе, Колумбия в семье актёра Луиса Фернандо Ороско и диктора радио Карменсы Аристизабаль. У неё есть две младшие сестры ― актриса Вероника Ороско (р. 1979) и Джулиана.

## Карьера
Ана Мария Ороско дебютировала на телевидении в детстве вместе со своим отцом Луисом Фернандо Ороско в фильме «Зависть» (1973), но её карьера всерьёз началась десять лет спустя с сериала «Гигантские пики» (1983). Одним из её самых запоминающихся выступлений была роль секретарши (Вероника Мурильо) в «Проклятая любовь» (1998). Она наиболее известна поклонникам по всему миру как Бетти из популярного сериала «Я — Бетти, дурнушка». Её роль Бетти вдохновила несколько международных версий, в том числе российский сериал «Не родись красивой» и получивший признание критиков американский хит «Дурнушка». По данным The New York Times, оригинальная версия сама по себе стала одним из самых популярных телесериалов в мире.

## Личная жизнь
В апреле 1999 года Ороско вышла замуж за актёра Джулиана Аранго, но брак продлился всего 10 месяцев. С 2004 года она живёт в Боготе, Колумбия. С 2005 по 2012 год она была замужем за аргентинским музыкантом Мартином Квальей. У Квальи и Ороско две дочери, Лукреция (родилась 11 июня 2004 года в Боготе, Колумбия) и Миа (родилась в октябре 2009 года в Буэнос-Айресе, Аргентина).

## Награды и номинации
| Год  | Награда                          | Ка                                    | Work                | Result |
| ---- | -------------------------------- | ------------------------------------- | ------------------- | ------ |
| 1998 | Shock Award (Colombia)           | Лучшая актриса                        | Проклятая любовь    | Победа |
| 1998 | Simón Bolívar (Colombia)         | Лучшая актриса                        | Проклятая любовь    | Победа |
| 2000 | India Catalina Awards (Colombia) | Лучшая актриса                        | Я — Бетти, дурнушка | Победа |
| 2000 | 2 de Oro (Venezuela)             | Лучшая международная актриса          | Я — Бетти, дурнушка | Победа |
| 2000 | TV Grama (Chile)                 | Лучшая международная актриса          | Я — Бетти, дурнушка | Победа |
| 2000 | TV Elenco (Colombia)             | Лучшая актриса                        | Я — Бетти, дурнушка | Победа |
| 2001 | TV y Novelas (Colombia)          | Лучшая ведущая актриса на телевидении | Я — Бетти, дурнушка | Победа |
| 2001 | New York Latin ACE Awards        | Личность года                         | Я — Бетти, дурнушка | Победа |
| 2002 | Grupo Editorial Correos (Spain)  | Личность года                         | Я — Бетти, дурнушка | Победа |
| 2002 | INTE Award                       | Актриса года                          | Я — Бетти, дурнушка | Победа |